# Fejervarya raja
Fejervarya raja és una espècie de granota que viu a Malàisia i Tailàndia.
Està amenaçada d'extinció per la pèrdua del seu hàbitat natural.